# Петерхоф
Петерхоф (на руски: Петергоф; от нидерландски: Peterhof, в превод: „дворът на Петър“), предишно име Петродворец (1944 – 1997), е град, административен център на Петродворцов район на град от федерално значение на Руската федерация Санкт Петербург.
Разположен е на южния бряг на Финския залив. Намира се на 29 километра от Санкт Петербург. Население 64 791 жители (2002).
В града се намира едноименният дворцово-парков ансамбъл „Петерхоф“ (бивш „Петродворец“), основан от царя-обединител и първи император на Русия Петър I през 1710 г. Дворецът заедно с целия архитектурен и парков комплекс около него е включен в списъка на световното културно и природно наследство на ЮНЕСКО.
Обявен е за наукоград през 2005 г.

## Известни личности
Родени в Петерхоф
- Анастасия Николаевна (1901 – 1918), велика княгиня
- Матилда Кшесинска (1872 – 1971), балерина
- Николай Лайхтенбергски (1843 – 1890), генерал
- Михаил Николаевич (1832 – 1909), велик княз
- Олга Александровна (1882 – 1960), велика княгиня
- Александър Струков (1840 – 1911), генерал
- Владимир Шилейко (1891 – 1930), филолог

Починали в Петерхоф
- Алберт Кавос (1800 – 1863), архитект
- Пьотър Козлов (1863 – 1935), изследовател
- Антон Рубинщайн (1829 – 1894), композитор
- Александър Струков (1840 – 1911), генерал